# Liste der Bodendenkmale in Borgsum
In der Liste der Bodendenkmale in Borgsum sind die Bodendenkmale der Gemeinde Borgsum nach dem Stand der Bodendenkmalliste des Archäologischen Landesamts Schleswig-Holstein von 2016 aufgelistet.
| Denkmal-ID           | Befundart           | Bezeichnung                                  | Zeitstellung                 | Lage | Bemerkungen | Bild |
| -------------------- | ------------------- | -------------------------------------------- | ---------------------------- | ---- | ----------- | ---- |
| aKD-ALSH-Nr. 001 177 | Befestigung > Burg  | Burg/Motte/Ringwall/Turmhügel „Lembecksburg“ | Mittelalter                  |      |             |      |
| aKD-ALSH-Nr. 001 178 | Grabmal > Grabhügel | Grabhügel                                    | Vor- und/oder Frühgeschichte |      |             |      |